# Léopold Eyharts
Léopold Eyharts (født 28. april 1957) er en ESA-astronaut og har indtil videre været to gange i rummet; 20 dage på Mir i 1998 og 33 dage på ISS i 2008. 
Léopold Eyharts er ingeniøruddannet og testpilot. Han har været jagerpilot, deltaget i Buranprogrammet, det aflyste Hermes-rumfærgeprogram og været leder af Airbus A300-testflyvningerne.
Som led i den franske rumfartsorganisation CNES's rummission "Pégase" rejste han 29. Januar 1998 med Sojuz TM-27 til rumstationen Mir, hvorfra han vendte tilbage med Sojuz TM-26 19. februar 1998.
Léopold Eyharts blev udvalgt til rumfærgemissionen STS-122 Atlantis, der har bragt det europæiske Columbusmodul til Den Internationale Rumstation d. 7. februar 2008. Han afløste amerikaneren Daniel Tani som besætningsmedlem på Den Internationale Rumstation (ISS besætning 16). 
Han blev afløst af Garrett Reisman og vendte tilbage til Jorden med mission STS-123 Endeavour d. 27. marts 2008.